# Gran Premi del Japó del 2000
Resultats del Gran Premi del Japó de Fórmula 1 de la temporada 2000 disputat al circuit de Suzuka el 8 d'octubre del 2000.

## Resultats
| Pos | No | Pilot                 | Equip                  | Voltes | Temps/ Retirada  | Pos. de sortida | Punts |
| --- | -- | --------------------- | ---------------------- | ------ | ---------------- | --------------- | ----- |
| 1   | 3  | Michael Schumacher    | Ferrari                | 53     | 1h 29' 53. 435   | 1               | 10    |
| 2   | 1  | Mika Häkkinen         | McLaren - Mercedes     | 53     | + 1.837 s        | 2               | 6     |
| 3   | 2  | David Coulthard       | McLaren - Mercedes     | 53     | + 1' 09.914 min. | 3               | 4     |
| 4   | 4  | Rubens Barrichello    | Ferrari                | 53     | + 1' 19.191 min. | 4               | 3     |
| 5   | 10 | Jenson Button         | Williams - BMW         | 53     | + 1' 25.694 min. | 5               | 2     |
| 6   | 22 | Jacques Villeneuve    | BAR - Honda            | 52     | + 1 Volta        | 9               | 1     |
| 7   | 8  | Johnny Herbert        | Jaguar - Cosworth      | 52     | + 1 Volta        | 10              |       |
| 8   | 7  | Eddie Irvine          | Jaguar - Cosworth      | 52     | + 1 Volta        | 7               |       |
| 9   | 23 | Ricardo Zonta         | BAR - Honda            | 52     | + 1 Volta        | 18              |       |
| 10  | 17 | Mika Salo             | Sauber - Petronas      | 52     | + 1 Volta        | 19              |       |
| 11  | 16 | Pedro Diniz           | Sauber - Petronas      | 52     | + 1 Volta        | 20              |       |
| 12  | 18 | Pedro de la Rosa      | Arrows - Supertec      | 52     | + 1 Volta        | 13              |       |
| 13  | 6  | Jarno Trulli          | Jordan - Mugen - Honda | 52     | + 1 Volta        | 15              |       |
| 14  | 11 | Giancarlo Fisichella  | Benetton - Playlife    | 52     | + 1 Volta        | 12              |       |
| 15  | 21 | Gaston Mazzacane      | Minardi - Fondmetal    | 51     | + 2 Voltes       | 22              |       |
| Ret | 20 | Marc Gené             | Minardi - Fondmetal    | 46     | Motor            | 21              |       |
| Ret | 9  | Ralf Schumacher       | Williams - BMW         | 41     | Virolla          | 6               |       |
| Ret | 15 | Nick Heidfeld         | Prost - Peugeot        | 41     | Suspensions      | 16              |       |
| Ret | 12 | Alexander Wurz        | Benetton - Playlife    | 37     | Virolla          | 11              |       |
| Ret | 5  | Heinz-Harald Frentzen | Jordan - Mugen - Honda | 29     | Hidràulics       | 8               |       |
| Ret | 14 | Jean Alesi            | Prost - Peugeot        | 19     | Motor            | 17              |       |
| Ret | 19 | Jos Verstappen        | Arrows - Supertec      | 9      | Part elèctrica   | 14              |       |

## Altres
- Pole: Michael Schumacher 1' 35. 825

- Volta ràpida: Mika Häkkinen 1' 39. 189 (a la volta 26)